# Natação no Campeonato Europeu de Esportes Aquáticos de 2021 - 50 m costas feminino
A prova dos 50 metros costas feminino da natação no Campeonato Europeu de Esportes Aquáticos de 2021 ocorreu nos dias 18 e 19 de maio na Arena Danúbio, em Budapeste na Hungria. 

## Calendário
| Fase          | Data       | Hora  |
| ------------- | ---------- | ----- |
| Eliminatórias | 18 de maio | 10:47 |
| Semifinal     | 18 de maio | 18:49 |
| Final         | 19 de maio | 19:18 |

Todos os horários estão no horário local (UTC+1)

## Recordes
Antes desta competição, os recordes eram os seguintes:
|                       | Nadadora       | Tempo | Local     | Data                 |
| --------------------- | -------------- | ----- | --------- | -------------------- |
| Recorde mundial       | Liu Xiang      | 26.98 | Jacarta   | 21 de agosto de 2018 |
| Recorde europeu       | Kira Toussaint | 27.10 | Eindhoven | 10 de abril de 2021  |
| Recorde do campeonato | Georgia Davies | 27.21 | Glasgow   | 4 de agosto de 2018  |

Os seguintes novos recordes foram estabelecidos durante esta competição. 
| Data       | Prova     | Nadadora        | Nacionalidade | Tempo | Recordes              |
| ---------- | --------- | --------------- | ------------- | ----- | --------------------- |
| 18 de maio | Semifinal | Kathleen Dawson | Reino Unido   | 27.19 | Recorde do campeonato |

## Medalhistas
| Ouro                 | Prata                 | Bronze                |
| Kira Toussaint (NED) | Kathleen Dawson (GBR) | Maaike de Waard (NED) |

## Resultados

### Eliminatórias
Esses foram os resultados das eliminatórias. 
| Pos. | Bateria | Raia | Nadadora                | Nacionalidade      | Tempo | Notas            |
| ---- | ------- | ---- | ----------------------- | ------------------ | ----- | ---------------- |
| 1    | 6       | 6    | Kathleen Dawson         | Reino Unido        | 27.29 | Q                |
| 2    | 6       | 4    | Kira Toussaint          | Países Baixos      | 27.60 | Q                |
| 3    | 4       | 4    | Maaike de Waard         | Países Baixos      | 27.84 | Q                |
| 4    | 5       | 4    | Anastasia Fesikova      | Rússia             | 27.86 | Q                |
| 5    | 6       | 3    | Mimosa Jallow           | Finlândia          | 27.97 | Q                |
| 6    | 6       | 5    | Caroline Pilhatsch      | Áustria            | 28.02 | Q                |
| 7    | 6       | 7    | Ingeborg Løyning        | Noruega            | 28.05 | Q,               |
| 7    | 4       | 3    | Alicja Tchórz           | Polónia            | 28.05 | Q                |
| 9    | 5       | 2    | Cassie Wild             | Reino Unido        | 28.11 | Q                |
| 10   | 5       | 6    | Nina Kost               | Suíça              | 28.27 | Q                |
| 11   | 5       | 5    | Silvia Scalia           | Itália             | 28.28 | Q                |
| 12   | 4       | 5    | Simona Kubová           | Chéquia            | 28.30 | Q                |
| 13   | 6       | 2    | Margherita Panziera     | Itália             | 28.31 | Q                |
| 14   | 4       | 2    | Anastasiya Shkurdai     | Bielorrússia       | 28.33 | Q                |
| 15   | 4       | 7    | Theodora Drakou         | Grécia             | 28.39 | Q                |
| 16   | 5       | 3    | Julie Kepp Jensen       | Dinamarca          | 28.40 | Q                |
| 17   | 6       | 1    | Tessa Giele             | Países Baixos      | 28.44 |                  |
| 18   | 5       | 7    | Rafaela Azevedo         | Portugal           | 28.46 |                  |
| 19   | 6       | 8    | Katalin Burián          | Hungria            | 28.47 |                  |
| 20   | 3       | 2    | Ekaterina Avramova      | Turquia            | 28.57 |                  |
| 21   | 4       | 6    | Costanza Cocconcelli    | Itália             | 28.60 |                  |
| 22   | 5       | 8    | Fanny Teijonsalo        | Finlândia          | 28.64 |                  |
| 23   | 4       | 8    | Mireia Pradell          | Espanha            | 28.69 |                  |
| 24   | 4       | 0    | Hanna Rosvall           | Suécia             | 28.73 |                  |
| 25   | 5       | 9    | Nina Stanisavljević     | Sérvia             | 28.78 | Recorde nacional |
| 26   | 5       | 0    | Anastasiya Kuliashova   | Bielorrússia       | 28.79 |                  |
| 27   | 5       | 1    | Carlotta Zofkova        | Itália             | 28.83 |                  |
| 28   | 6       | 0    | Jade Smits              | Bélgica            | 28.85 |                  |
| 29   | 2       | 7    | Selen Özbilen           | Turquia            | 28.96 |                  |
| 30   | 6       | 9    | Ugnė Mažutaitytė        | Lituânia           | 29.05 |                  |
| 31   | 4       | 9    | Sara Junevik            | Suécia             | 29.16 |                  |
| 32   | 3       | 9    | Janja Segel             | Eslovênia          | 29.21 |                  |
| 33   | 3       | 3    | Lena Grabowski          | Áustria            | 29.24 |                  |
| 33   | 4       | 1    | Nadine Lämmler          | Alemanha           | 29.24 |                  |
| 35   | 2       | 3    | Tatiana Salcuțan        | Moldávia           | 29.27 | Recorde nacional |
| 36   | 3       | 5    | Zuzanna Herasimowicz    | Polónia            | 29.32 |                  |
| 37   | 3       | 7    | Jenny Mensing           | Alemanha           | 29.37 |                  |
| 38   | 3       | 6    | Gerda Szilágyi          | Hungria            | 29.39 |                  |
| 39   | 3       | 1    | Aviv Barzelay           | Israel             | 29.42 |                  |
| 40   | 2       | 4    | Steingerður Hauksdóttir | Islândia           | 29.43 |                  |
| 41   | 2       | 8    | Eszter Szabó-Feltóthy   | Hungria            | 29.70 |                  |
| 42   | 1       | 4    | Teresa Ivanová          | Eslováquia         | 29.84 |                  |
| 43   | 2       | 5    | Signhild Joensen        | Ilhas Feroé        | 29.89 |                  |
| 44   | 2       | 2    | Tamara Potocká          | Eslováquia         | 29.93 |                  |
| 45   | 2       | 0    | Ida Liljeqvist          | Suécia             | 29.96 |                  |
| 46   | 1       | 2    | Ieva Maļuka             | Letônia            | 30.00 |                  |
| 47   | 3       | 0    | Gabriela Georgieva      | Bulgária           | 30.05 |                  |
| 48   | 2       | 6    | Laura Bernat            | Polónia            | 30.14 |                  |
| 49   | 3       | 8    | Emma Marušáková         | Eslováquia         | 30.71 |                  |
| 50   | 2       | 9    | Mia Blazevska Eminova   | Macedônia do Norte | 30.77 |                  |
| 51   | 1       | 5    | Nicola Muscat           | Malta              | 30.96 |                  |
| 52   | 1       | 3    | Eda Zeqiri              | Kosovo             | 31.29 |                  |
| 53   | 1       | 6    | Jona Beqiri             | Kosovo             | 32.31 |                  |
| 54   | 2       | 1    | Mónica Ramírez          | Andorra            | DSQ'  | DSQ'             |
| 54   | 3       | 4    | Panna Ugrai             | Hungria            | DNS   | DNS              |

### Semifinal
Esses foram os resultados das semifinais. 
Semifinal 1
| Pos. | Raia | Nadadora            | Nacionalidade | Tempo | Notas |
| ---- | ---- | ------------------- | ------------- | ----- | ----- |
| 1    | 4    | Kira Toussaint      | Países Baixos | 27.22 | Q     |
| 2    | 5    | Anastasia Fesikova  | Rússia        | 27.69 | Q     |
| 3    | 3    | Caroline Pilhatsch  | Áustria       | 27.81 | q     |
| 4    | 8    | Julie Kepp Jensen   | Dinamarca     | 28.01 | DES   |
| 5    | 6    | Ingeborg Løyning    | Noruega       | 28.06 |       |
| 6    | 2    | Nina Kost           | Suíça         | 28.30 |       |
| 7    | 7    | Simona Kubová       | Chéquia       | 28.52 |       |
| 8    | 1    | Anastasiya Shkurdai | Bielorrússia  | 29.16 |       |

Semifinal 2
| Pos. | Raia | Nadadora            | Nacionalidade | Tempo | Notas |
| ---- | ---- | ------------------- | ------------- | ----- | ----- |
| 1    | 4    | Kathleen Dawson     | Reino Unido   | 27.19 | Q,    |
| 2    | 5    | Maaike de Waard     | Países Baixos | 27.69 | Q     |
| 3    | 3    | Mimosa Jallow       | Finlândia     | 27.93 | q     |
| 4    | 2    | Cassie Wild         | Reino Unido   | 27.98 | q     |
| 5    | 6    | Alicja Tchórz       | Polónia       | 28.01 | DES   |
| 6    | 1    | Margherita Panziera | Itália        | 28.04 |       |
| 7    | 7    | Silvia Scalia       | Itália        | 28.24 |       |
| 8    | 8    | Theodora Drakou     | Grécia        | 28.46 |       |

Desempate
Esse foi o resultado do desempate, o que resultou em uma vaga na final. 
| Pos. | Raia | Nadadora          | Nacionalidade | Tempo | Notas |
| ---- | ---- | ----------------- | ------------- | ----- | ----- |
| 1    | 4    | Julie Kepp Jensen | Dinamarca     | 28.01 | q     |
| 2    | 5    | Alicja Tchórz     | Polónia       | 28.20 |       |

### Final
Esse foi o resultado da final. 
| Pos.              | Raia | Nadadora           | Nacionalidade | Tempo | Notas |
| ----------------- | ---- | ------------------ | ------------- | ----- | ----- |
| Medalha de ouro   | 5    | Kira Toussaint     | Países Baixos | 27.36 |       |
| Medalha de prata  | 4    | Kathleen Dawson    | Reino Unido   | 27.46 |       |
| Medalha de bronze | 6    | Maaike de Waard    | Países Baixos | 27.74 |       |
| 4                 | 1    | Cassie Wild        | Reino Unido   | 27.85 |       |
| 5                 | 3    | Anastasia Fesikova | Rússia        | 27.90 |       |
| 6                 | 8    | Julie Kepp Jensen  | Dinamarca     | 28.01 |       |
| 7                 | 7    | Mimosa Jallow      | Finlândia     | 28.16 |       |
| 8                 | 2    | Caroline Pilhatsch | Áustria       | DSQ   | DSQ   |

Legenda
| Recorde mundial       | Recorde mundial (World record)               |                       | Recorde africano                      | Recorde africano (African) |                                           | Q | Classificado por posição (Qualified) |
| Recorde do campeonato | Recorde do campeonato (Championship record)  | Recorde da América    | Recorde da América (Americas)         | q                          | Classificado por melhor tempo (Qualified) |   |                                      |
| Melhor marca do ano   | Melhor marca do ano (World leading)          | Recorde asiático      | Recorde asiático (Asian)              | DNS                        | Não largou (Did not start)                |   |                                      |
| Recorde nacional      | Recorde nacional (National record)           | Recorde europeu       | Recorde europeu (European)            | DNF                        | Não terminou (Did not finish)             |   |                                      |
| Recorde pessoal       | Recorde pessoal do atleta (Personal best)    | Recorde da Oceania    | Recorde da Oceania (Oceania)          | DSQ / DQ                   | Desclassificado (Disqualified)            |   |                                      |
| Recorde da temporada  | Recorde da temporada do atleta (Season best) | Recorde sul-americano | Recorde sul-americano (South America) | NM                         | Sem marca (No mark)                       |   |                                      |